# マンダロリアン
『マンダロリアン』(Mandalorian)はアメリカ映画『スター・ウォーズシリーズ』に登場する集団である。

## 概要

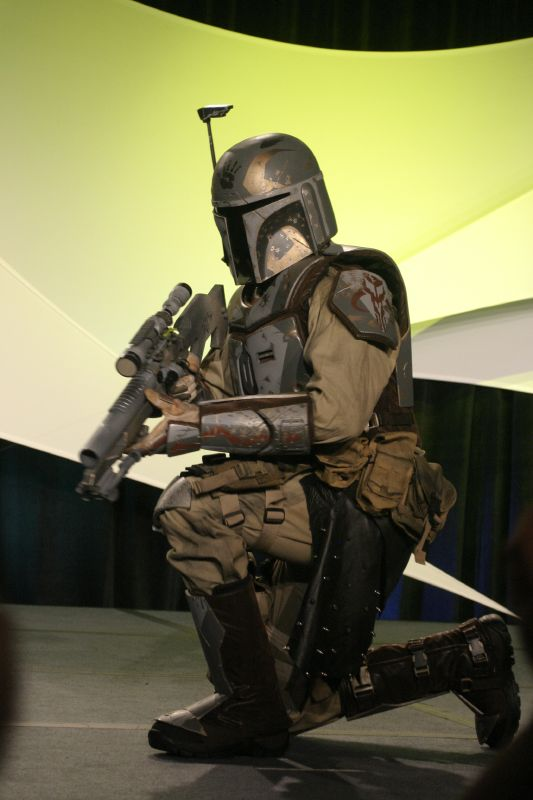
マンダロリアン

マンダロリアンとは惑星マンダロアを中心として活動する戦士集団である。ジェットパックや各種武器を駆使した高い戦闘技術を擁し、賞金稼ぎや傭兵を稼業とする者も多い。ブラスター攻撃を跳ね返し、ライトセーバーに対しても耐性を持つベスカー鋼という金属を神聖視し、この金属を使用したT字型のバイザーを持つ戦闘服を着用する事が多い。
マンダロリアンはその名が示す通り、種族・人種としては惑星マンダロア出身の人間が大多数を占めているが、構成員の種族や出身地に制限は設けられておらず、彼らの戦士集団としての文化や教義に従う意思を重視する。そのため、部外者であっても彼らの文化や教義に従う意思を示す者に対しては養子縁組や入門といった形による新たなマンダロリアンとしての参加も広く認めており、人間以外のエイリアンやマンダロア以外の惑星の出身者も数多く在籍する。
かつてター・ヴィズラと呼ばれる人物がマンダロリアンに属すると同時にジェダイにも属し、ダークセーバーと呼ばれる通常のライトセーバーとは異なる黒い刃を持つライトセーバーを製作していたとされる。このダークセーバーはター・ヴィズラの子孫によってジェダイ聖堂から盗み出され、以降の代の子孫に当たるヴィズラ一族の当主に受け継がれる。

### ニュー・マンダロリアン
アニメーションの『スター・ウォーズ/クローン・ウォーズ』に登場する、戦士文化の放棄と平和主義を唱える極左派組織。そのためマンダロリアンのシンボルである戦闘服を身に付ける者は警察など一部の者に限定されている。旧共和国末期、クローン大戦開戦時点におけるマンダロリアンの主流派であった。
クローン大戦ではこの派閥の指導者であるサティーン・クライズ女公爵が銀河共和国と独立星系連合の双方に対して参戦を拒む勢力の代表で構成される中立星系評議会を同時に主導していたが、後述するデス・ウォッチと結託した独立星系連合による軍事攻撃や、銀河共和国に属する星系による経済制裁の標的となり、内部においてもデス・ウォッチと内通したタル・メリク元老院議員や、経済制裁によるニュー・マンダロリアン達の困窮の裏で自ら密貿易を主導するアルメク首相のように問題行動を起こす主要人物が続出するなど非常に危うい立場に追い込まれていく。
そしてダース・モール率いる犯罪組織シャドウ・コレクティヴと結託したデス・ウォッチのクーデターにより主流派の立場を奪われ、サティーン・クライズ女公爵も死亡。その後モールの傀儡となったアルメク首相が平和主義の放棄と戦士文化への回帰を宣言し、これを以てニュー・マンダロリアンは消滅した。

### トゥルー・マンダロリアン
戦士文化そのものの放棄を唱えたニュー・マンダロリアンとは異なり、戦闘民族としての文化は維持しつつも新たな規律「スーパーコマンド・コーデックス」の制定と、それに基づく改革を推し進める事を唱えた保守改革派。
レジェンズ（非正史）に区分されているスピンオフ作品の設定では、『スター・ウォーズ エピソード2/クローンの攻撃』に登場するジャンゴ・フェットがこの派閥のリーダーを務めていたとされているが、カノン（正史）の設定ではジャンゴはマンダロリアンでは無いと発表されていた。後に発表された正史に属するテレビドラマ『マンダロリアン』ではジャンゴのクローンであるボバ・フェットがジャンゴについて、かつてマンダロリアンに属していたと証言するシーンがあるがその詳細は明かされておらず、依然としてカノンにおいてはトゥルー・マンダロリアンについて派閥の存在自体が確認されていない。

### デス・ウォッチ
起源は『スター・ウォーズ エピソード1/ファントム・メナス』の3,700年前から確認できる、マンダロリアンの過激派右翼武装組織。ニュー・マンダロリアンやトゥルー・マンダロリアンの台頭後は、従来の戦闘民族としての伝統を固持する事を唱える原理主義派の立場に回り、両勢力との間に幾度に渡る武力衝突を起こした。
その後、戦いに敗れ、表面上は惑星マンダロアの衛星コンコーディアに追放されたのち衰退したとされていたが、この衛星を拠点として密かに再結成され、クローン大戦では独立星系連合と結託し、ニュー・マンダロリアンを主導するサティーン・クライズの政権に対してテロなどを起こす。しかし最終的にサティーンの暗殺に失敗し、独立星系連合との協力関係は決裂した。
そしてクローン大戦の終盤にはダース・モールやその弟サヴァージ・オプレス、そしてこの兄弟が結成した犯罪組織シャドウ・コレクティヴと結託してクーデターを起こし、マンダロリアンの新たな主流派となった。
しかしその直後、デス・ウォッチのリーダーであり上述したター・ヴィズラの子孫でもあるプレ・ヴィズラがダース・モールら兄弟を投獄し、脱獄したモールに対して新たなマンダロリアンの指導者「マンダロア」の座を賭けた決闘を申し込む。この決闘でヴィズラがダース・モールに殺害されると、モールは自らを新たな「マンダロア」として宣言し、デス・ウォッチを「マンダロリアン・スーパー・コマンドー」として再編する。
しかし、ヴィズラの副官であったボ＝カターン・クライズはマンダロリアンの教義に従う意志を示さないモールを新たな「マンダロア」とする事に異を唱え、彼女に賛同したデス・ウォッチの一部勢力が「ナイト・アウル」として分裂。更にはダース・モールのシスとしての師匠であるダース・シディアスがダース・モールとサヴァージ・オプレスの兄弟を急襲し、サヴァージは死亡、モールは再び投獄される。
その後、マンダロリアン・スーパー・コマンドーたちはシディアスからモールを奪還し、再びモールを頂点とした第三勢力としてクローン戦争に介入。シディアス殺害を目的に様々な破壊活動を起こす。クローン戦争終盤、シディアスの弟子となる可能性のあるアナキン・スカイウォーカーを誘き寄せるため、マンダロアの首都サンダーリを占領したモールとコマンドーたちであったが、同時期にシディアスの策略によりアナキンはコルサントの戦いに参戦。サンダーリに対してはアナキンの副官であるクローン・コマンダー・レックスと、彼の軍事アドバイザーとして協力する事になったアナキンの元弟子アソーカ・タノが率いるクローン大隊「第501大隊」、そして、ボ＝カターン・クライズ率いる「ナイト・アウル」が進攻した。この戦いでモールは再び逮捕され、単独で逃亡。コマンドーたちも多くが戦死、生き残りも共和国の捕虜となった。
そして銀河共和国が新たに銀河帝国として再編された後の時代を描いたアニメ「反乱者たち」では、デス・ウォッチは「マンダロリアン・スーパー・コマンドー」の後継組織として帝国の支配に対し恭順の姿勢を示す「インペリアル・スーパー・コマンドー」と、「ナイト・アウル」の残党を中心として帝国に反抗し新たな抵抗勢力を築く者達に分裂している事が語られた。また、このアニメの主人公である帝国への反抗組織「ゴースト・チーム」の一員として、デス・ウォッチの家系に生まれたマンダロリアンの少女ザビーヌ・レンが登場している。

### ジャーニーマン・プロテクター
マンダロリアン同士の抗争によって荒廃した植民惑星コンコード・ドーンを統治する分派組織。アニメ「反乱者たち」では「プロテクター」とのみ呼称されている。
クローン大戦では銀河共和国側として参戦し、クローン・トルーパーの訓練なども行っていた。
銀河帝国の樹立後は帝国に対して恭順の姿勢を示し、アニメ「反乱者たち」では当初帝国に対する反抗組織の取り締まりに加担していた。そのため反乱軍（反乱同盟軍の前身）のコンコード・ドーンでの航行許可を得るためにヘラ・シンドゥーラ率いる戦闘機部隊がこの惑星を訪れた際にはこれを迎撃し、ヘラに重傷を負わせる。しかしその後、ヘラの友人であるザビーヌ・レンと元ジェダイでクローン大戦時にジャーニーマン・プロテクターに命を救われた経験を持つケイナン・ジャラスによって当時のジャーニーマン・プロテクターのリーダーであるフェン・ラウが捕縛され、彼らは反乱軍への加担を余儀なくされる。
その後反乱軍への加担が帝国に露見した事でプロテクターの集落はインペリアル・スーパー・コマンドーによる攻撃を受け壊滅。残されたフェン・ラウは本人の意思で反乱軍に参加し、後にデス・ウォッチ内で帝国に反抗する勢力と合流した。
なお、コンコード・ドーンはジャンゴ・フェットの出身地でもあり、レジェンズ（非正史）に区分されているスピンオフ作品の設定ではジャンゴの純粋なクローンであるボバ・フェットが一時期この派閥に属していたとされている。

### チルドレン・オブ・ザ・ウォッチ
古代のマンダロリアン文化「マンダロアの道」の復活を提唱し、マンダロリアン社会から離反した過激派のカルト。「ウォッチ」とも呼称されている。
正史であるテレビドラマ『マンダロリアン』に登場する、「民族」と呼ばれるマンダロリアンの集団はこの派閥に属している。彼らは劇中で「マンダロリアンは種族ではなく教義だ」と語り、他の生き物にはヘルメットの中の顔を見せないよう誓いを立てている。また、同作の主人公ディン・ジャリンは人種としては無関係だが幼い頃マンダロリアン達に命を救われた事で教義に忠誠を誓いマンダロリアンに入門している。
ディン・ジャリンをマンダロリアンに迎え入れた者達はデス・ウォッチに属していたとされている他、組織名などからもデス・ウォッチとの関連が窺えるが、その詳細は不明。

## 実写ドラマ
Disney+によって2019年から配信されている。
『スター・ウォーズ』の世界を舞台とし、『スター・ウォーズ エピソード6/ジェダイの帰還』から5年後に始まる。銀河帝国の崩壊からファースト・オーダーの出現の間、新銀河共和国の手が行き届かない地で活動する孤独なマンダロリアンのガンファイターが描かれる。この時代には惑星マンダロアは壊滅させられ、マンダロリアンたちは多くの世界に小集団で隠れ住んでいる事が語られている。
さらに、ボバ・フェットを主人公としたスピンオフである『ボバ・フェット/The Book of Boba Fett』も2021年から配信されている。